# 南阳寨站
南阳寨站是一个位于京广铁路和郑焦城际铁路上的铁路车站，位于中国河南省郑州市惠济区老鸦陈街道，建于1919年，目前为四等站。2015年6月，郑焦城际铁路开通后，南阳寨站开始有城际动车组列车停靠，标志着该站停办多年的客运业务重新恢复。目前客运：办理旅客乘降，行李、包裹托运；货运：办理整车货物发到。
2018年3月24日，南阳寨站开行由该站始发往来于焦作站的城际动车组列车。2021年10月26日，郑焦城际焦作站至南阳寨站区间开行高密度一站直达的公交化列车，旅客可通过铁路e卡通实现扫码进出站，可乘坐任意车次，不再受票面车次限制。目前南阳寨站为焦作—南阳寨公交化城际列车的始发终到站，不停靠其他列车。

## 车站结构

### 站房
- 站房售票处
- 候车厅
- 行车室

### 站场
- 站场俯瞰
- 2站台为城际列车始发终到专用
- 1站台及天桥

南阳寨站设有两座侧式客运站台，2站台为城际列车始发终到站台，1站台暂不使用。两座站台之间设有一座天桥，供进出站旅客使用。
| 侧式站台（非运营） |                                       |
| 侧线               |                                       |
| 侧式站台           |                                       |
| 2站台              | 郑焦城际铁路 往焦作方向               |
| 通过线             | 京广铁路、郑焦城际铁路 上行列车通过线 |
| 通过线             | 郑焦城际铁路 下行列车通过线           |
| 通过线             | 京广铁路 下行列车通过线               |
| 1站台              | 郑焦城际铁路 往郑州方向（暂不使用）   |
| 侧式站台           |                                       |
| 站房               | 售票处、候车室、出站口                |

## 旅客列车目的地
| 目的地 | 车次                     | 所属路局   |
| ------ | ------------------------ | ---------- |
| 焦作   | 郑焦城际铁路城际列车车次 | 郑州局集团 |

## 接驳交通
南阳寨站地处郑州市区西北，铁路第六次提速后不再办理客运业务，因此一直以来存在交通不便的问题，仅有一条邮运南路与江山路相连。即使在该站随郑焦城际铁路的开通而恢复客运后，该问题依然存在。2018年3月24日，部分郑焦城际动车组改由南阳寨站始发，该站交通不便的问题引发关注，一些市民呼吁尽快完善该站的公交接驳和配套设施。2018年9月26日，郑州公交将97路大站快车改至由南阳寨站始发，一定程度上改善了该站的交通接驳问题。2021年10月，97路大站快车终点站改至银河街公交站，不再途经该站，同时B38路改由该站始发。截至2023年3月，有1条公交线路以该站作为起讫站。
| 行经巴士路线一览 | 行经巴士路线一览 | 行经巴士路线一览 | 行经巴士路线一览 | 行经巴士路线一览 |
| 编号             | 路线             | 路线             | 路线             | 备注             |
| ---------------- | ---------------- | ---------------- | ---------------- | ---------------- |
| B38              | 北三环沙口路     | ⇆                | 郑州东站         | 原163路          |